# Laura Ingalls Wilder
Laura Ingalls Wilder (7 tháng 2 năm 1867 - 10 tháng 2 năm 1957) là nhà văn nổi tiếng người Mỹ về loạt sách cho trẻ em Ngôi nhà nhỏ trên thảo nguyên phát hành từ năm 1932 đến năm 1943 được tác giả dựa theo thời thơ ấu của mình trong một gia đình tiên phong
Trong những năm 1970 và đầu thập niên 1980, bộ phim truyền hình Ngôi nhà nhỏ trên thảo nguyên được dựa theo bộ sách Ngôi nhà nhỏ với sự tham gia của Melissa Gilbert vai Laura Ingalls và Michael Landon vai Charles Ingalls

## Sinh ra và lớn lên

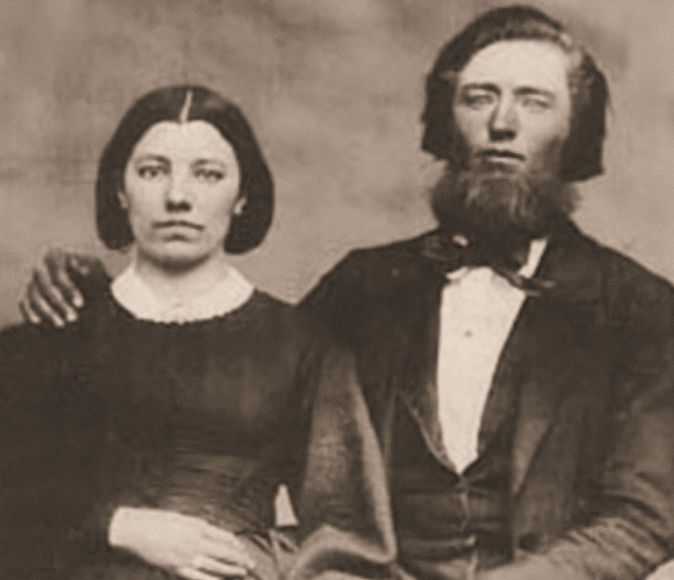
Caroline Quiner Ingalls và Charles Ingalls

Laura Ingalls sinh ngày 7 tháng 2 năm 1867, cách phía Bắc Pepin, Wisconsin 11 km về phía Bắc của khu vực Big Woods của Wisconsin, là con của Charles Phillip Ingalls và Caroline Lake (née Quiner) Ingalls. Bà là người thứ hai trong số 5 đứa con, sau Mary Amelia Ingalls. Ba em ruột của họ là Caroline Celestia (Carrie), Charles Frederick (đã mất sau khi sinh được 9 tháng), và Grace Pearl. Khu vực sinh của Wilder được tưởng niệm bởi cabin bản sao, Little House Wayside. Cuộc sống đã hình thành nền tảng cho cuốn sách đầu tiên của bà, Little House in the Big Woods (1932). Ingalls là hậu duệ của gia đình Delano, dòng họ tổ tiên của Tổng thống Hoa Kỳ Franklin Delano Roosevelt. Một tổ tiên của gia đình Delano di cư đến thuộc địa Plymouth vào đầu những năm 1620; Một tổ tiên khác trong gia đình, Edmund Rice, di cư vào năm 1638 đến Massachusetts Bay. Một tổ tiên của cha bà, Edmund Ingalls, sinh ngày 27 tháng 6 năm 1586, tại Skirbeck, Lincolnshire Anh, và di cư sang Mỹ, nơi ông qua đời tại Lynn, Massachusetts, ngày 16 tháng 9 năm 1648. 

### Gia đình dọn đi
Wilder đã cùng gia đình rời khỏi Big Woods, Wisconsin vào năm 1869, trước khi bà lên hai tuổi. Họ dừng chân tại Rothville, Missouri và định cư tại Kansas, ở vùng lãnh thổ Người Da Đỏ gần thị trấn Independence. Người em gái của bà, Caroline Celestia (1870-1946) đã được sinh ra ở đó, ngay trước khi họ trở lại Wisconsin. Theo Wilder, trong những năm sau đó, cha bà được thông báo rằng khu vực này sẽ sớm được mở để những người da trắng đến định cư là không chính xác;nhà cửa của họ thực sự được giới hạn ở vùng Người Da Đỏ tại Oregon. Họ chỉ mới bắt đầu xây dựng nông trại khi họ được thông báo về sai lầm của họ, và họ đã ra đi vào năm 1871. Một số hàng xóm ở lại và chiến đấu chống trục xuất. 